# Welsh Cup 2013-2014
La Coppa del Galles 2013-2014 è stata la 127ª edizione della manifestazione. È iniziata il 10 agosto 2013 ed è terminata il 3 maggio 2014. Il Prestatyn Town era la squadra detentrice del trofeo. Il torneo è stato vinto dal The New Saints, per la quarta volta nella propria storia, che si è imposto in finale per 3-2 sull'Aberystwyth Town.

## Primo turno
| Squadra 1                       | Risultato       | Squadra 2              |
| ------------------------------- | --------------- | ---------------------- |
| 12 ottobre 2013                 |                 |                        |
| Caersws                         | 2 – 0           | Denbigh Town           |
| Coedpoeth United                | 2 – 6           | Barmouth & Dyffryn     |
| Nomads of Connah's Quay         | 3 – 0           | Pwllheli               |
| Flint Town Utd                  | 3 – 1           | Llanberis              |
| Glan Conwy                      | 1 – 3           | Llanidloes Town        |
| Guilsfield                      | 6 – 1 (dts)     | Machynlleth            |
| Holyhead Hotspur                | 0 – 3           | Cefn Druids            |
| Holywell Town                   | 3 – 0           | Penrhyncoch            |
| Llandudno                       | 5 – 1           | Llanrhaeadr            |
| Llanfair United                 | 3 – 2           | Gwalchmai              |
| Llangollen Town                 | 0 – 2           | Buckley Town           |
| Llanrwst United                 | 3 – 4           | Conwy United           |
| Nefyn United                    | 2 – 1           | Penrhyndeudraeth       |
| Penycae                         | 7 – 4 (dts)     | Brickfield Rangers     |
| Porthmadog                      | 1 – 0           | Mold Alexandra         |
| Rhayader Town                   | 1 – 0           | Chirk A.A.A.           |
| Rhydymwyn                       | 2 – 1           | Caerwys                |
| Tywyn & Bryncrug                | 2 – 2 (5-4 dcr) | Berriew                |
| Porth                           | 1 – 2           | Monmouth Town          |
| Barry Town                      | 1 – 0           | Taff's Well            |
| Bridgend Street                 | 1 – 3           | Tata Steel             |
| Briton Ferry                    | 3 – 1 (dts)     | Aberbargoed Buds       |
| Caerau (Ely)                    | 4 – 0           | Cardiff Hibernian      |
| Caldicot Town                   | 2 – 1           | Splott Albion          |
| Cambrian & Clydach Vale         | 4 – 0           | Butetown               |
| Cardiff Metropolitan University | 4 – 1           | Aberaeron              |
| Cwmbran Celtic                  | 0 – 1           | Penybont               |
| Garden Village                  | 1 – 2           | Rhoose                 |
| Goytre                          | 1 – 2           | Pontardawe Town        |
| Goytre Utd                      | 3 – 1           | Trefelin               |
| Llandrindod Wells               | 3 – 0           | Newport Civil Service  |
| Llantwit Major                  | 2 – 3           | Treharris              |
| Newcastle Emlyn                 | 1 – 2 (dts)     | Chepstow Town          |
| Sully Sports                    | 3 – 1           | Llwydcoed              |
| Ton Pentre                      | 3 – 0           | Fairfield Utd          |
| Treowen Stars                   | 2 – 4           | Aberdare Town          |
| Undy Athletic                   | 5 – 2           | Presteigne St. Andrews |
| West End                        | 2 – 3           | Haverfordwest County   |
| Bodedern                        | 3 – 2 (dts)     | Glantraeth             |
| Caernarfon Town                 | 4 – 1           | Llanrug United         |

## Secondo turno
| Squadra 1                       | Risultato       | Squadra 2               |
| ------------------------------- | --------------- | ----------------------- |
| 7 novembre 2013                 |                 |                         |
| Rhoose                          | 1 – 0           | Tata Steel              |
| 8 novembre 2013                 |                 |                         |
| Caernarfon Town                 | 1 – 2           | Porthmadog              |
| 9 novembre 2013                 |                 |                         |
| Barmouth & Dyffryn              | 1 – 3           | Cefn Druids             |
| Buckley Town                    | 1 – 0           | Rhayader Town           |
| Conwy United                    | 3 – 2           | Flint Town United       |
| Holywell Town                   | 3 – 0           | Penycae                 |
| Llanfair United                 | 2 – 1           | Guilsfield              |
| Llanidloes Town                 | 2 – 0           | Llandudno               |
| Nefyn United                    | 1 – 3 (dts)     | Caersws                 |
| Rhydymwyn                       | 4 – 1           | Nomads of Connah's Quay |
| Briton Ferry                    | 2 – 3           | Aberdare Town           |
| Cambrian & Clydach Vale         | 2 – 0           | Pontardawe Town         |
| Goytre United                   | 0 – 1           | Chepstow Town           |
| Ton Pentre                      | 0 – 1           | Sully Sports            |
| Treharris Ath. Western          | 1 – 7           | Monmouth Town           |
| Bodedern                        | 5 – 1           | Tywyn Bryncrug          |
| 16 novembre 2013                |                 |                         |
| Barry Town                      | 4 – 3 (dts)     | Undy Athletic           |
| Caldicot Town                   | 3 – 0           | PenyBont                |
| Cardiff Metropolitan University | 6 – 1           | Haverfordwest County    |
| Llandrindod Wells               | 3 – 3 (4-3 dcr) | Caerau                  |

 Caldicot Town è stato escluso dalla competizione. Al suo posto è stato riammesso il  PenyBont.

## Terzo turno
| Squadra 1               | Risultato   | Squadra 2                       |
| ----------------------- | ----------- | ------------------------------- |
| 6 dicembre 2013         |             |                                 |
| Conwy United            | 1 − 2 (dts) | The New Saints                  |
| 7 dicembre 2013         |             |                                 |
| Bodedern                | 2 − 0 (dts) | Buckley Town                    |
| Llanfair United         | 2 − 4       | Aberystwyth Town                |
| Monmouth Town           | 2 − 1       | Llanidloes Town                 |
| Porthmadog              | 2 − 1       | Sully Sports                    |
| Aberdare Town           | 4 − 2       | Prestatyn Town                  |
| Afan Lido               | 2 − 0       | Rhydymwyn                       |
| Caersws                 | 2 − 1 (dts) | GAP Connah's Quay               |
| PenyBont                | 0 − 2       | Airbus UK Broughton             |
| Cambrian & Clydach Vale | 3 − 1       | Chepstow Town                   |
| Carmarthen Town         | 2 − 1       | Port Talbot Town                |
| Cefn Druids             | 5 − 2       | Barry Town                      |
| Llandrindod Wells       | 1 − 3       | Holywell Town                   |
| Newtown                 | 2 − 1       | Cardiff Metropolitan University |
| Rhoose                  | 1 − 6       | Bala Town                       |
| Rhyl                    | 1 − 2       | Bangor City                     |

## Quarto turno
| Squadra 1           | Risultato   | Squadra 2               |
| ------------------- | ----------- | ----------------------- |
| 1º febbraio 2014    |             |                         |
| Aberdare Town       | 4 − 1       | Bodedern                |
| Caersws             | 4 − 3 (dts) | Cambrian & Clydach Vale |
| Aberystwyth Town    | 5 − 1       | Afan Lido               |
| 4 febbraio 2014     |             |                         |
| Airbus UK Broughton | 2 – 0       | Bangor City             |
| 11 febbraio 2014    |             |                         |
| Cefn Druids         | 0 – 5       | Bala Town               |
| 15 febbraio 2014    |             |                         |
| The New Saints      | 2 − 0       | Carmarthen Town         |
| Porthmadog          | 3 − 2 (dts) | Monmouth Town           |
| 22 febbraio 2014    |             |                         |
| Holywell Town       | 3 − 2       | Newtown                 |

## Quarti di finale
| Squadra 1        | Risultato | Squadra 2           |
| ---------------- | --------- | ------------------- |
| 1º marzo 2014    |           |                     |
| Aberdare Town    | 1 – 2     | Bala Town           |
| Aberystwyth Town | 2 – 1     | Caersws             |
| Holywell Town    | 2 – 1     | Porthmadog          |
| The New Saints   | 2 – 0     | Airbus UK Broughton |

## Semifinali
| Squadra 1        | Risultato | Squadra 2     |
| ---------------- | --------- | ------------- |
| 5 aprile 2014    |           |               |
| The New Saints   | 2 – 1     | Bala Town     |
| Aberystwyth Town | 3 – 1     | Holywell Town |

## Finale
| Arbitro: | Brian James |

|                          |           |                                 |
| Venables 10’, 12’ (rig.) | Marcatori | 73’ (rig.) 78’ Draper 87’ Wilde |